# رفعت النجار
رفعت النجار (31 يناير 1955 -)، ممثلة أردنية.

## حياتها
هي أول ممثلة أردنية وقفت على خشبة المسرح وذلك عام 1962، اشتهرت بأداء الأدوار البدوية، كذلك دور السيدة التي تعاني في حياتها.
حاصلة على البكالوريوس في اللغة العربية وتعمل كمعلمة إلى جانب عملها الفني. وهي عضو نقابة الفنانين الأردنيين. أجادت الدوبلاج وأدّت بصوتها عدد من الشخصيات الكرتونية أشهرها السيدة ملعقة.
شاركت في مسلسلات بدوية عديدة، وأعمال أخرى منوّعة، قدمت عدة مسلسلات مثل (الغريبة، وجه الزمان، التغريبة الفلسطينية، المنسية، الطوفان، عطر النار، نصف القمر)، كما قدمت عدة أعمال مسرحية مثل (يا أنا يا هو) ، (رصاصة في القلب) متزوجة ولها عدد من الأبناء، كما إنها خالة الفنان السعودي ماجد مطرب فواز ، تم تكريمها في المسرح الحر عام 2008 ، وأيضا كرمت من مهرجان المسرح الأردني عام 2008 أيضاً.

## أعمالها
- نوف -2018
- المسلسل البرازيلي "معا إلى الأبد" أداء صوت كاترينا (1993)
- يوميات مرزوق -1996 رضية
- روابط الحب: كلوي

## وصلات خارجية
- رفعت النجار على موقع قاعدة بيانات الأفلام العربية

- صفحتها على موقع وزارة الثقافة الأردن
- صفحة رفعت النجار في (سينما.كوم)